# سيرهي لاكتيونوف
سيرهي لاكتيونوف (بالأوكرانية: Лактіонов Сергій Володимирович)‏ هو لاعب كرة قدم ومدرب كرة قدم أوكراني، ولد في 3 أكتوبر 1967 في Hola Prystan Raion ‏ في أوكرانيا. لعب مع نادي زاريا بالتي.